# Danzas españolas

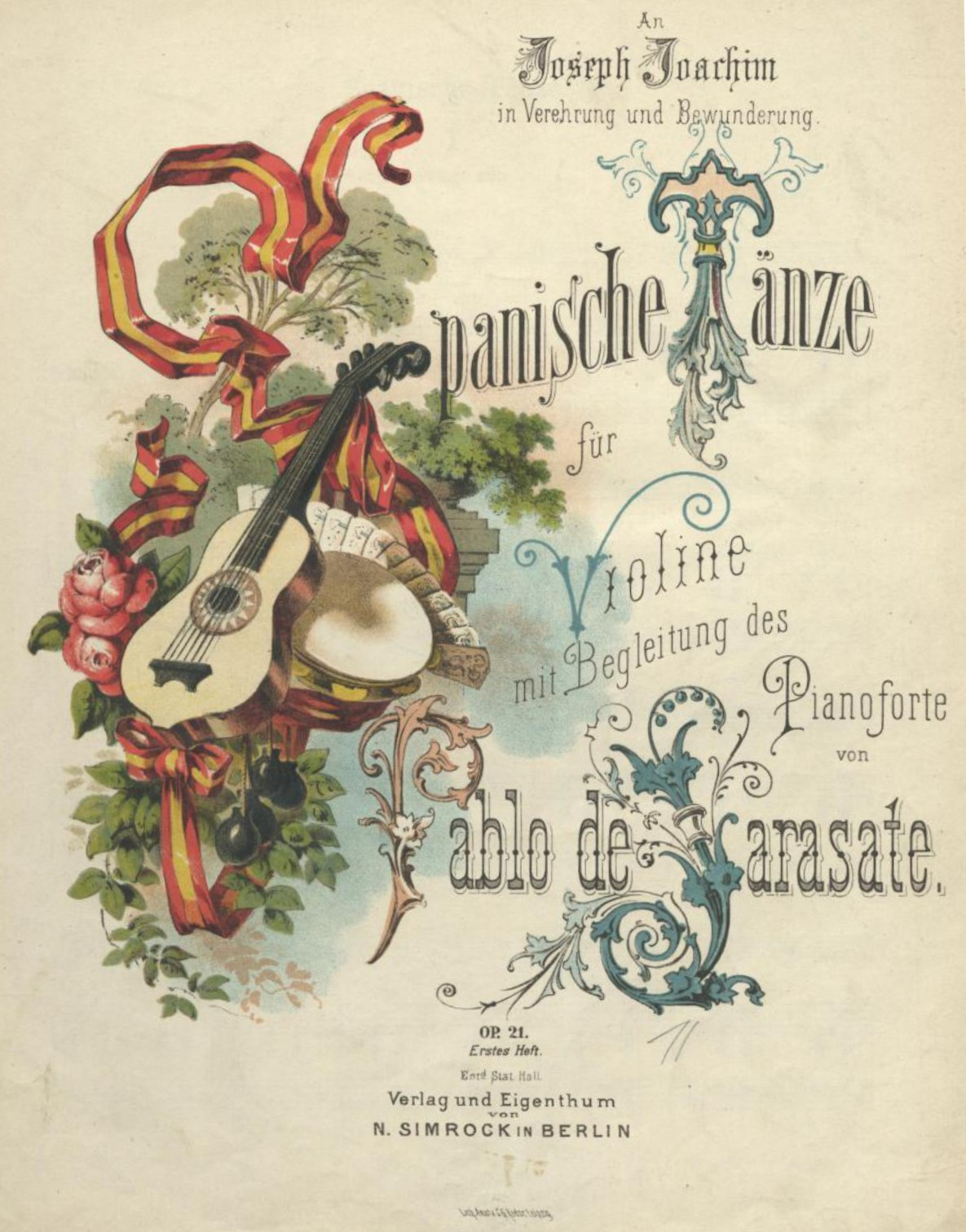
Portada de la primera edición del Libro I

Las Danzas españolas (en alemán: Spanische Tänze) son una colección de ocho piezas para violín y piano compuestas por Pablo Sarasate entre 1877 y 1882 y publicadas en cuatro libros. Cada libro combina dos danzas contrastantes en ritmo y carácter. Se encuentran entre las obras más conocidas de Sarasate. Los arreglos para piano fueron realizados por Berthe Marx.

## Historia
Las Danzas españolas fueron encargadas por el editor alemán Fritz Simrock en 1877, quien había reconocido el potencial de las danzas folclóricas europeas, comenzando unos años antes con las Danzas húngaras de Johannes Brahms. Sarasate compuso ocho piezas, publicadas por Simrock entre 1878 y 1882 en cuatro libros de dos piezas cada uno. Las Danzas españolas demostraron ser un gran éxito comercial, y otras diez piezas se incluyeron en el catálogo de Simrock como libros V a XIV, aunque ninguna de ellas (incluido El canto del ruiseñor, Op. 29, y Airs Écossais, Op. 34) terminó siendo publicada como Danzas españolas.

### Libro I (Op.21)
Fue compuesto en Alemania entre diciembre de 1877 y febrero de 1878, y está dedicado a Joseph Joachim, a quien había conocido en Berlín.
- Malagueña Op.21

La Malagueña es la primera de las dos danzas de este Op.21, siendo una pieza lenta que transmite gran encanto con su melodía. El término de malagueña en música es, en su origen, un palo flamenco tradicional de Málaga que proviene de los antiguos fandangos malagueños. Estos fandangos tenían un ritmo ternario, por lo que esta danza, al derivar de ellos, mantiene ese ritmo ternario y está compuesta en 3/8. Sarasate terminó de componer su malagueña en 1878 y está dedicada a Joseph Joachim. El acompañamiento de la danza lo realiza el piano y es de gran simplicidad y se basa en acordes. La tonalidad principal es re mayor y se hace un gran uso de cadencias andaluzas a lo largo de toda la obra. 
Esta danza comienza con un carácter grave y algo pesado, aunque más adelante se aprecia un color más luminoso y ligero gracias a los pizzicatos que va a realizar el violín con ayuda del piano. A partir de este momento la danza va a cobrar una mayor ligereza hasta su final. 
- Habanera Op.21

La segunda obra del Op.21 de Sarasate es la Habanera, la cual es en su origen un género vocal e instrumental tradicional de Cuba. La habanera es considerada como uno de los ritmos cubanos más internacionales y es por esto que en la danza de Sarasate se emplea este ritmo, el cual es binario y sincopado. Esta danza es más rápida y ligera que la malagueña y está compuesta en Re menor, es decir, en el modo menor de la tonalidad en la que se compuso la malagueña. Es por esto, además de por el hecho de que ambas danzas modulan a Sol mayor, que puede considerarse el que guarden relación.  
Esta danza cuenta con un ritmo de 2/4 y con una articulación que se caracteriza por la abundancia de puntillos, lo que causa ese carácter ligero. Aunque ambas comparten momentos con carácter alegre y potente, la malagueña es algo más grave y pesante que la habanera, en la cual se mantiene un carácter alegre y ligero durante toda la obra. 

### Libro II (Op.22)
El Op. 22, fue compuesto durante su primera gira por Escandinavia en 1878 y está dedicado a la violinista de Moravia Wilma Neruda.
- Romanza andaluza Op.22
- Jota Navarra Op.22

### Libro III (Op.23)
El Op. 23, fue compuesto en el verano de 1879 y está dedicado a Hugo Heermann, violinista alemán que Sarasate había conocido en Fráncfort ese año.
- Playera Op.23
- Zapateado Op.23

### Libro IV (Op.26)
El Libro IV, Op. 26, se completó en octubre de 1881 en París, y es el único libro donde los bailes no tienen título. En cambio, generalmente reciben el nombre de los bailes en los que se inspiraron (vito y habanera). Está dedicado a Leopold Auer, a quien Sarasate conoció en San Petersburgo a finales de 1881.

## Estructura
Los bailes utilizan melodías folclóricas en elegantes arreglos.
1. Malagueña (Andantino)
Re mayor, 3
8; una canción andaluza con melodías ornamentadas y segundas aumentados.
2. Habanera (Allegretto)
Re menor, 2
4; danza cubana.
3. Romanza andaluza (Andantino)
Do mayor, 6
8; un conmovedor y lírico romance.
4. Jota navarra (Allegro)
La mayor, 3
8; un baile vivo y brillante.
5. Playera (Lento)
Re menor, 3
4; una canción popular andaluza con tono de lamento.
6. Zapateado (Allegro)
La mayor, 6
8; un baile virtuoso, expresivo y lírico.
7. Vito (Allegretto)
La menor, 3
8; canción popular andaluza que Sarasate había usado previamente en Airs espagnols, Op. 18. La sección central está basada en la canción popular española La partida de Fermín María Álvarez.
8. Habanera (Allegro moderato)
Do mayor, 2
4; habanera con una gran variedad rítmica y armónica.

## Recepción
Las Danzas españolas fueron inmensamente exitosas para Sarasate, quien las interpretó con frecuencia como bises. También fueron un éxito comercial, lo que dio lugar a una gran cantidad de ediciones y reimpresiones, y arreglos para otros instrumentos, incluido un arreglo para piano de Berthe Marx.
Leopold Auer, dedicatario del Libro IV, describió las obras españolas de Sarasate como «piezas de concierto originales, inventivas y efectivas, tan cálidamente coloreadas con el fuego y el romance de su tierra natal».